# Jardins Carlton
Pour les articles homonymes, voir Carlton Gardens.
Les jardins Carlton (en anglais : Carlton Gardens) sont des jardins conçus, avec le Palais royal des expositions, pour l'Exposition internationale de Melbourne de 1880. Se trouvant sur le territoire australien, les deux biens sont inscrits depuis 2004 sur la liste du patrimoine mondial.
Les jardins ont été dessinés par l'architecte Joseph Reed (1823-1890).

## Galerie de photographies

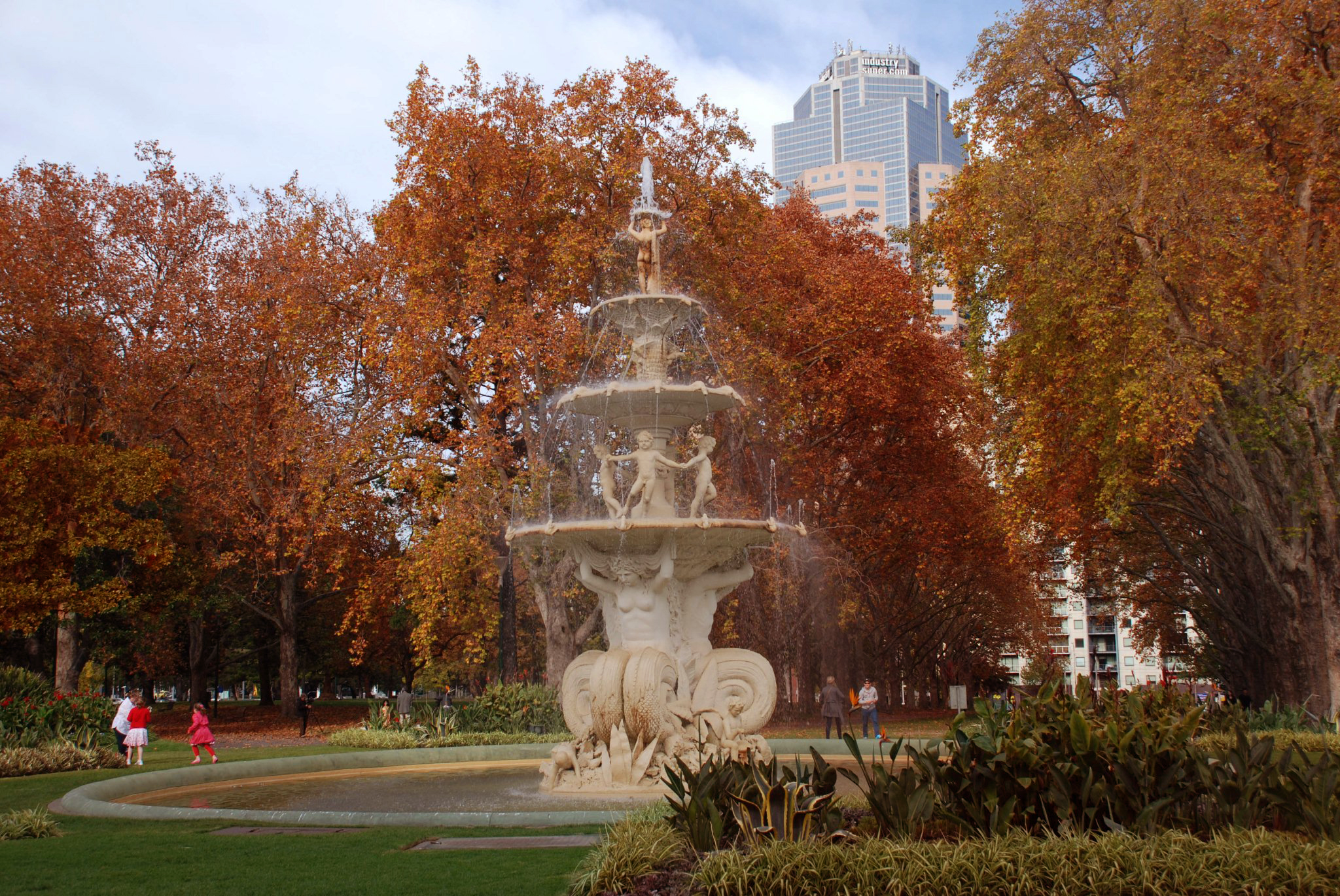
Jardins Carlton en automne.
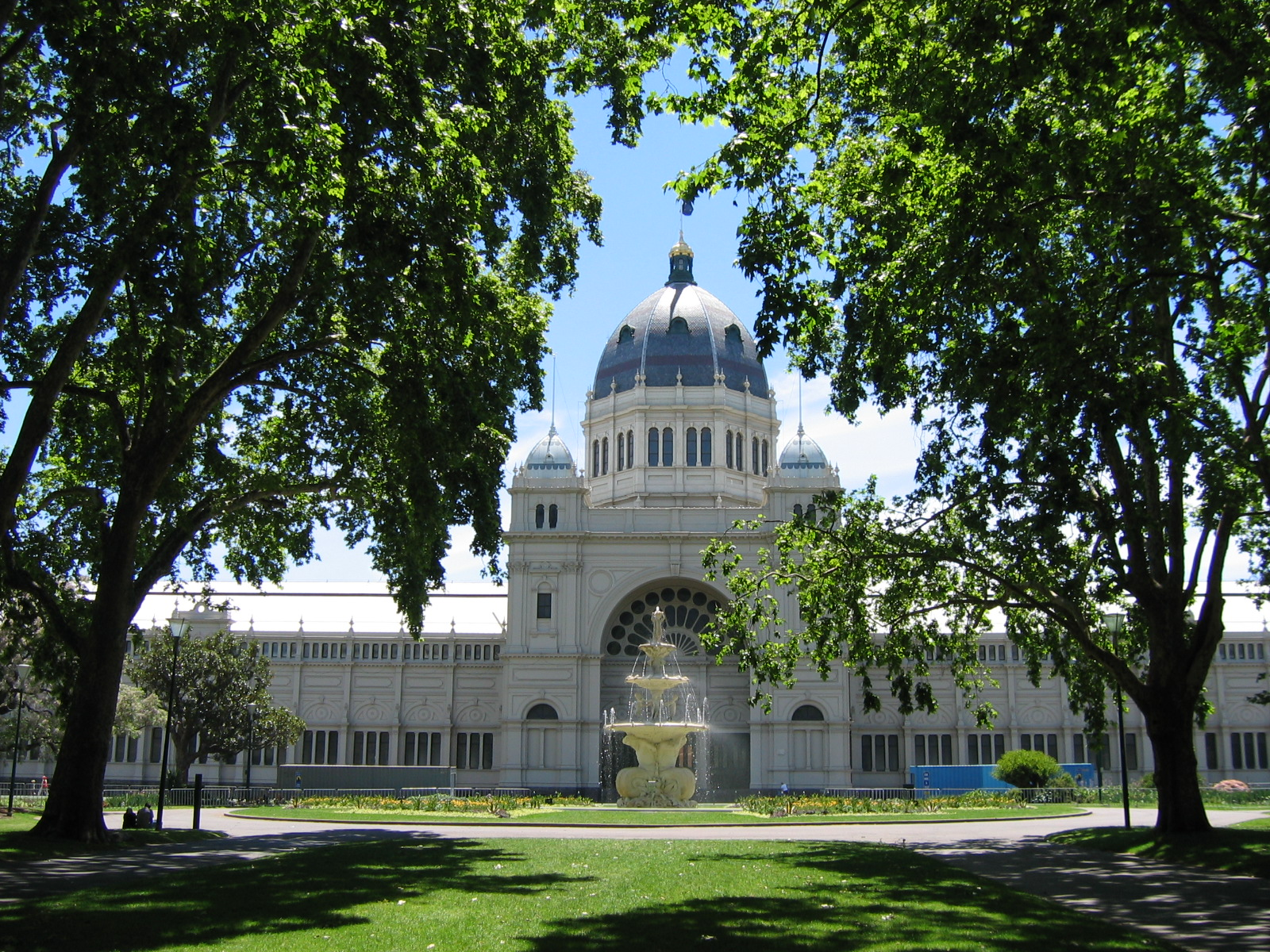
Exhibition d'édifice CBN.
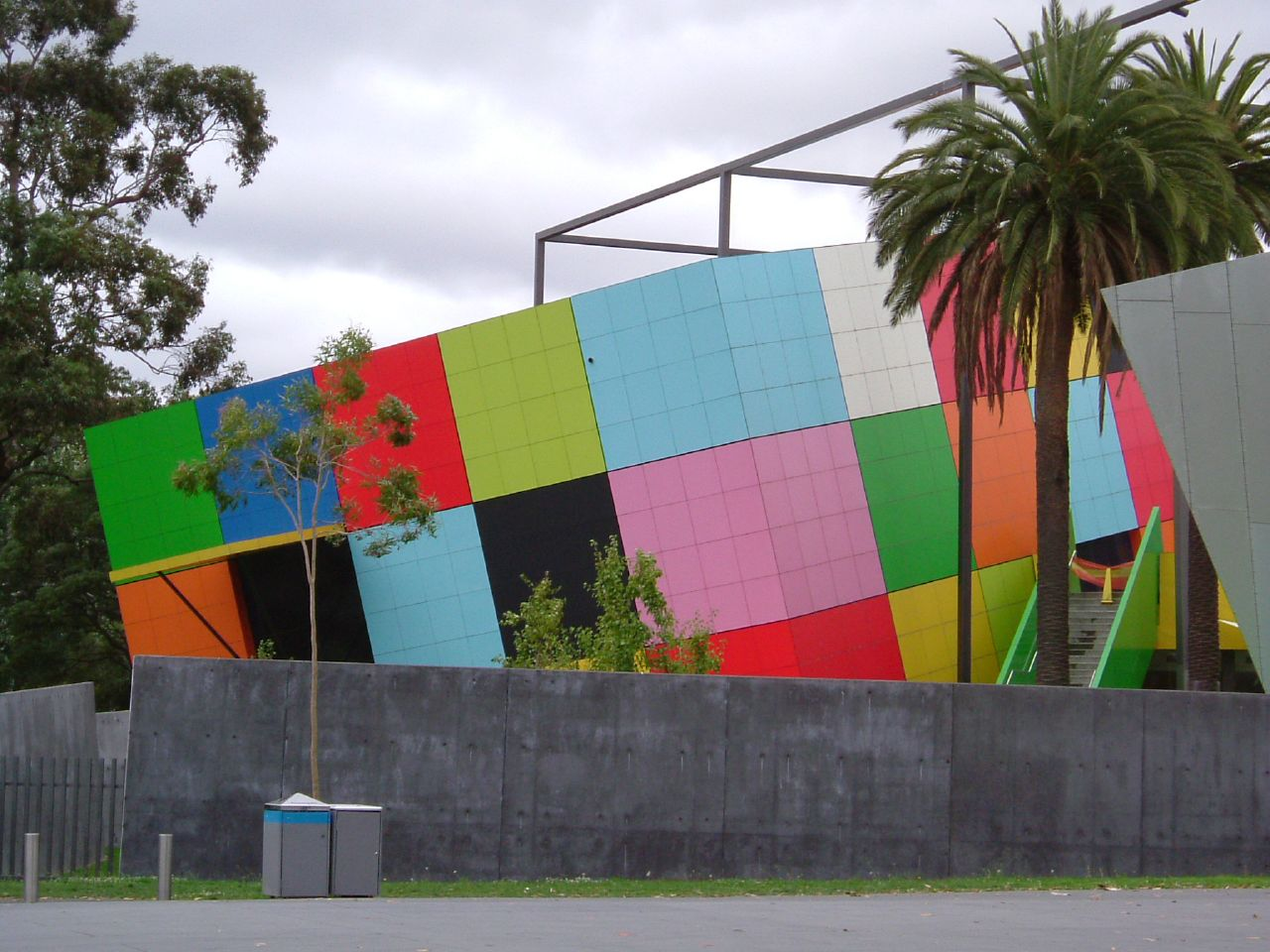
Musée Melbourne.
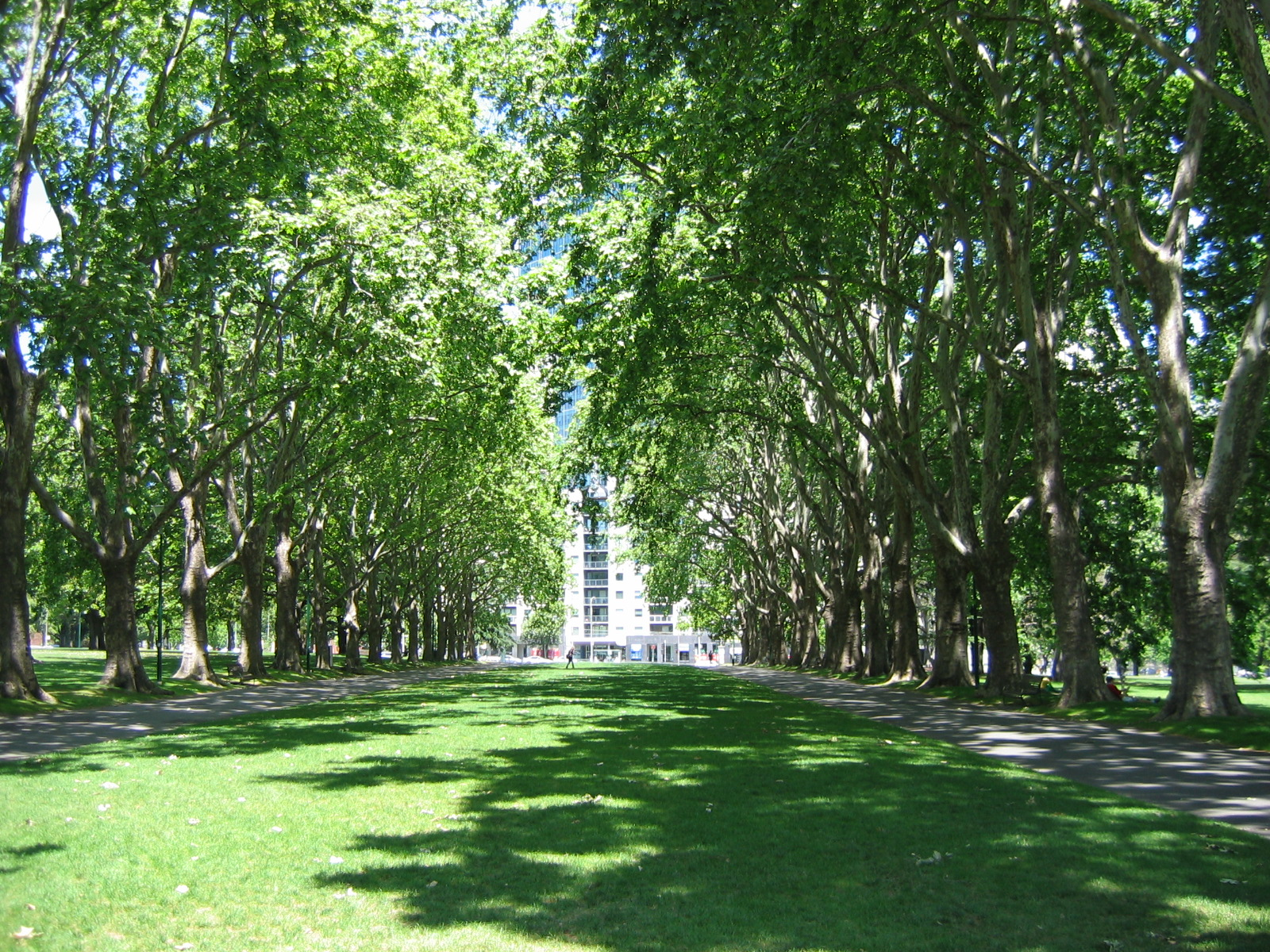
Jardins Carlton CBN.
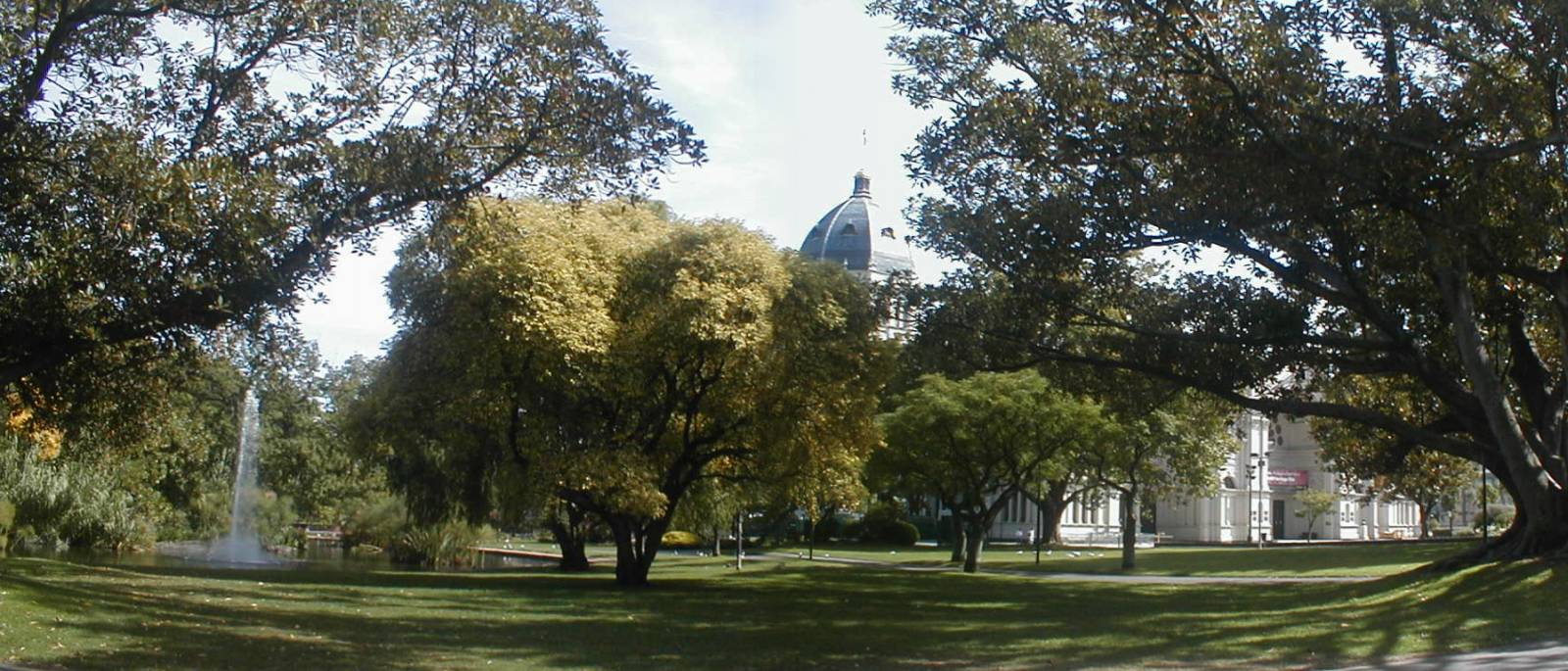
Panorama.
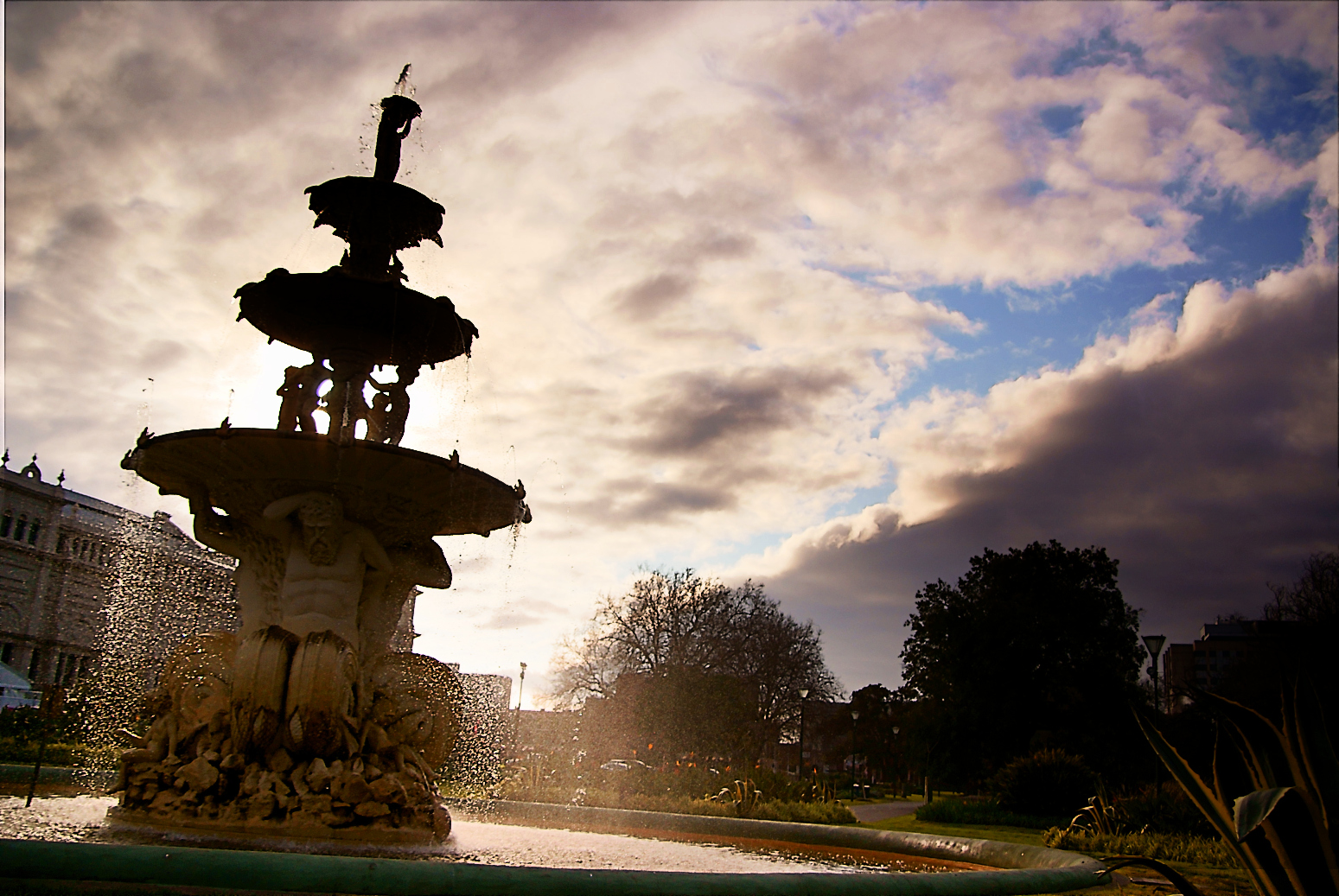
Fontaines.